# Grupo de la muerte

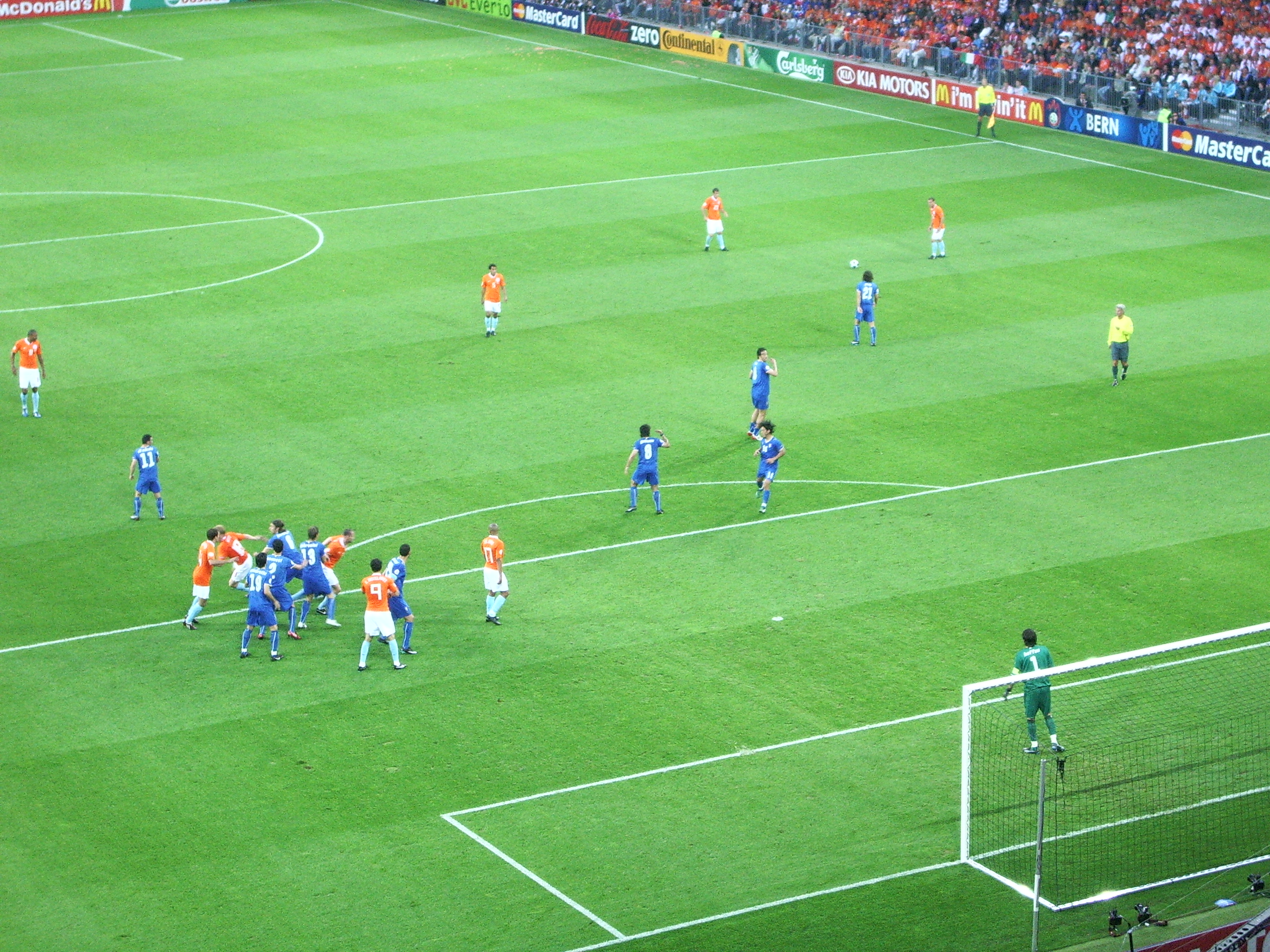
Partido entre e durante la Eurocopa 2008, donde ambos fueron parte del Grupo C, considerado como un «grupo de la muerte».

Grupo de la muerte es la denominación informal utilizada en ciertas competiciones deportivas para describir la situación en que, durante la ronda de grupos de un torneo (como en la primera fase de la Copa Mundial de Fútbol), en un grupo se encuentran algunos de los mejores equipos de la competición. A diferencia de lo que ocurre normalmente en este sistema, donde se procura que los distintos grupos incluyan equipos de mayor y menor calidad, en el «grupo de la muerte» todos, o casi todos, los equipos son de calidad similar por lo que es extremadamente difícil predecir a los clasificados.
La expresión «grupo de la muerte» fue acuñada por los periodistas mexicanos al referirse al grupo 3 de la Copa Mundial de fútbol de 1970.
El uso del término se expandió posteriormente y se convirtió en una de las definiciones más utilizadas por la prensa y los aficionados. La definición es subjetiva, ya que se basa en la evaluación de la calidad de los equipos del torneo.

## Ejemplos

### Copa Mundial de Fútbol
Para distribuir los equipos en los distintos grupos en la Copa Mundial de Fútbol, la FIFA elige un cabeza de serie por grupo, usando como criterio los resultados más recientes y la posición en el ranking FIFA de los equipos. El resto de los equipos son repartidos de modo que, en un mismo grupo, no se encuentren equipos de una misma confederación continental. Esto permite que el azar genere grupos en que se enfrenten algunos de los equipos más fuertes del torneo.
| Edición Mundial | Grupo           | Equipos              | Equipos clasificados | Máxima instancia |
| --------------- | --------------- | -------------------- | -------------------- | ---------------- |
| Mundial 1974    | Segunda Fase: A | Países Bajos         | Países Bajos         | Subcampeón       |
| Mundial 1974    | Segunda Fase: A | Brasil               | Países Bajos         | Subcampeón       |
| Mundial 1974    | Segunda Fase: A | Argentina            | Brasil               | Cuarto puesto    |
| Mundial 1974    | Segunda Fase: A | Alemania Democrática | Brasil               | Cuarto puesto    |
| Mundial 1986    | E               | Alemania Federal     | Dinamarca            | Octavos de final |
| Mundial 1986    | E               | Uruguay              | Dinamarca            | Octavos de final |
| Mundial 1986    | E               | Dinamarca            | Alemania Federal     | Subcampeón       |
| Mundial 1986    | E               | Escocia              | Uruguay              | Octavos de final |
| Mundial 1994    | E               | Italia               | México               | Octavos de final |
| Mundial 1994    | E               | Irlanda              | México               | Octavos de final |
| Mundial 1994    | E               | Noruega              | Irlanda              | Octavos de final |
| Mundial 1994    | E               | México               | Italia               | Subcampeón       |
| Mundial 1998    | D               | España               | Nigeria              | Octavos de final |
| Mundial 1998    | D               | Paraguay             | Nigeria              | Octavos de final |
| Mundial 1998    | D               | Nigeria              | Paraguay             | Octavos de final |
| Mundial 1998    | D               | Bulgaria             | Paraguay             | Octavos de final |
| Mundial 2002    | F               | Argentina            | Suecia               | Octavos de final |
| Mundial 2002    | F               | Nigeria              | Suecia               | Octavos de final |
| Mundial 2002    | F               | Inglaterra           | Inglaterra           | Cuartos de final |
| Mundial 2002    | F               | Suecia               | Inglaterra           | Cuartos de final |
| Mundial 2002    | G               | Italia               | Italia               | Octavos de final |
| Mundial 2002    | G               | Croacia              | Italia               | Octavos de final |
| Mundial 2002    | G               | México               | México               | Octavos de final |
| Mundial 2002    | G               | Ecuador              | México               | Octavos de final |
| Mundial 2006    | C               | Argentina            | Argentina            | Cuartos de final |
| Mundial 2006    | C               | Costa de Marfil      | Argentina            | Cuartos de final |
| Mundial 2006    | C               | Países Bajos         | Países Bajos         | Octavos de final |
| Mundial 2006    | C               | Serbia y Montenegro  | Países Bajos         | Octavos de final |
| Mundial 2006    | E               | Italia               | Italia               | Campeón          |
| Mundial 2006    | E               | Estados Unidos       | Italia               | Campeón          |
| Mundial 2006    | E               | República Checa      | Ghana                | Octavos de final |
| Mundial 2006    | E               | Ghana                | Ghana                | Octavos de final |
| Mundial 2010    | A               | Sudáfrica            | Uruguay              | Cuarto lugar     |
| Mundial 2010    | A               | México               | Uruguay              | Cuarto lugar     |
| Mundial 2010    | A               | Uruguay              | México               | Octavos de final |
| Mundial 2010    | A               | Francia              | México               | Octavos de final |
| Mundial 2010    | G               | Brasil               | Brasil               | Cuartos de final |
| Mundial 2010    | G               | Corea del Norte      | Brasil               | Cuartos de final |
| Mundial 2010    | G               | Costa de Marfil      | Portugal             | Octavos de final |
| Mundial 2010    | G               | Portugal             | Portugal             | Octavos de final |
| Mundial 2014    | B               | España               | Países Bajos         | Tercer lugar     |
| Mundial 2014    | B               | Países Bajos         | Países Bajos         | Tercer lugar     |
| Mundial 2014    | B               | Chile                | Chile                | Octavos de final |
| Mundial 2014    | B               | Australia            | Chile                | Octavos de final |
| Mundial 2014    | D               | Uruguay              | Costa Rica           | Cuartos de final |
| Mundial 2014    | D               | Costa Rica           | Costa Rica           | Cuartos de final |
| Mundial 2014    | D               | Inglaterra           | Uruguay              | Octavos de final |
| Mundial 2014    | D               | Italia               | Uruguay              | Octavos de final |
| Mundial 2018    | D               | Argentina            | Croacia              | Subcampeón       |
| Mundial 2018    | D               | Islandia             | Croacia              | Subcampeón       |
| Mundial 2018    | D               | Croacia              | Argentina            | Octavos de final |
| Mundial 2018    | D               | Nigeria              | Argentina            | Octavos de final |
| Mundial 2018    | F               | Alemania             | Suecia               | Cuartos de final |
| Mundial 2018    | F               | México               | Suecia               | Cuartos de final |
| Mundial 2018    | F               | Suecia               | México               | Octavos de final |
| Mundial 2018    | F               | Corea del Sur        | México               | Octavos de final |
| Mundial 2022    | E               | España               | Japón                | Octavos de Final |
| Mundial 2022    | E               | Costa Rica           | Japón                | Octavos de Final |
| Mundial 2022    | E               | Alemania             | España               | Octavos de Final |
| Mundial 2022    | E               | Japón                | España               | Octavos de Final |
| Mundial 2022    | H               | Portugal             | Portugal             | Cuartos de final |
| Mundial 2022    | H               | Uruguay              | Portugal             | Cuartos de final |
| Mundial 2022    | H               | Ghana                | Corea Del Sur        | Octavos de Final |
| Mundial 2022    | H               | Corea del Sur        | Corea Del Sur        | Octavos de Final |

- Los equipos en la tabla de "Clasificados" están acomodados por orden en el lugar que quedaron en su respectivo grupo.

### Eurocopa
El sorteo de los equipos participantes de la Eurocopa de fútbol se realiza con respecto a cuatro niveles basados en la calidad de los equipos, pero esto no impide la formación de "grupos de la muerte".
- Eurocopa 1996, Grupo C: Alemania, República Checa, Italia y Rusia. Alemania y la República Checa llegaron posteriormente a la final.
- Eurocopa 2000, Grupo D: Países Bajos, Francia, República Checa y Dinamarca. Países Bajos llegó posteriormente a semifinales y Francia ganó el título.
- Eurocopa 2004, Grupo A: Portugal, Grecia, España y Rusia. Portugal y Grecia llegaron posteriormente a la final, con el conjunto helénico quedando con el título.
- Eurocopa 2004, Grupo D: República Checa, Países Bajos, Alemania y Letonia. Países Bajos y la República Checa llegaron posteriormente a semifinales.
- Eurocopa 2008, Grupo C: Países Bajos, Francia, Italia y Rumania. Países Bajos e Italia clasificaron a cuartos de final siendo eliminados en esa instancia.
- Eurocopa 2012, Grupo B: Países Bajos, Dinamarca, Alemania y Portugal. Alemania y Portugal llegaron posteriormente a semifinales.
- Eurocopa 2016, Grupo E: Bélgica, Italia, Irlanda y Suecia. Bélgica e Italia llegaron a cuartos de final. Irlanda fue eliminada en octavos.
- Eurocopa 2020, Grupo F: Hungría, Portugal, Francia y Alemania. Francia, Alemania y Portugal quedaron eliminadas en octavos de final.
- Eurocopa 2024, Grupo B: España, Croacia, Italia y Albania.[6] Italia quedó eliminado en octavos de final y España fue campeón.
- Eurocopa 2024, Grupo E: Rumania, Bélgica, Eslovaquia y Ucrania. Rumania, Bélgica y Eslovaquia quedaron eliminadas en octavos de final.

### Copa América
| Edición Copa América    | Grupo | Equipos        | Equipos clasificados | Máxima instancia |
| ----------------------- | ----- | -------------- | -------------------- | ---------------- |
| Copa América 1999       | B     | Chile          | Brasil               | Campeón          |
| Copa América 1999       | B     | México         | Brasil               | Campeón          |
| Copa América 1999       | B     | Brasil         | México               | Tercer lugar     |
| Copa América 1999       | B     | Venezuela      | Chile                | Cuarto lugar     |
| Copa América 1999       | C     | Argentina      | Colombia             | Cuartos de final |
| Copa América 1999       | C     | Colombia       | Colombia             | Cuartos de final |
| Copa América 1999       | C     | Uruguay        | Argentina            | Cuartos de final |
| Copa América 1999       | C     | Ecuador        | Uruguay              | Subcampeón       |
| Copa América 2001       | B     | Perú           | México               | Subcampeón       |
| Copa América 2001       | B     | Paraguay       | México               | Subcampeón       |
| Copa América 2001       | B     | Brasil         | Brasil               | Cuartos de final |
| Copa América 2001       | B     | México         | Perú                 | Cuartos de final |
| Copa América 2004       | B     | Argentina      | México               | Cuartos de final |
| Copa América 2004       | B     | Uruguay        | México               | Cuartos de final |
| Copa América 2004       | B     | Ecuador        | Argentina            | Subcampeón       |
| Copa América 2004       | B     | México         | Uruguay              | Tercer lugar     |
| Copa América 2007       | B     | Brasil         | Brasil               | Campeón          |
| Copa América 2007       | B     | Chile          | Brasil               | Campeón          |
| Copa América 2007       | B     | Ecuador        | México               | Tercer lugar     |
| Copa América 2007       | B     | México         | Chile                | Cuartos de final |
| Copa América 2011       | C     | Uruguay        | Chile                | Cuartos de final |
| Copa América 2011       | C     | Chile          | Chile                | Cuartos de final |
| Copa América 2011       | C     | Perú           | Uruguay              | Campeón          |
| Copa América 2011       | C     | México         | Perú                 | Tercer lugar     |
| Copa América 2015       | C     | Brasil         | Brasil               | Cuartos de final |
| Copa América 2015       | C     | Colombia       | Brasil               | Cuartos de final |
| Copa América 2015       | C     | Perú           | Perú                 | Tercer lugar     |
| Copa América 2015       | C     | Venezuela      | Colombia             | Cuartos de final |
| Copa América Centenario | A     | Estados Unidos | Colombia             | Tercer lugar     |
| Copa América Centenario | A     | Colombia       | Colombia             | Tercer lugar     |
| Copa América Centenario | A     | Paraguay       | Estados Unidos       | Cuarto lugar     |
| Copa América Centenario | A     | Costa Rica     | Estados Unidos       | Cuarto lugar     |
| Copa América 2019       | B     | Colombia       | Colombia             | Cuartos de final |
| Copa América 2019       | B     | Argentina      | Colombia             | Cuartos de final |
| Copa América 2019       | B     | Paraguay       | Argentina            | Tercer lugar     |
| Copa América 2019       | B     | Catar          | Paraguay             | Cuartos de final |
| Copa América 2024       | A     | Argentina      | Argentina            | Campeón          |
| Copa América 2024       | A     | Perú           | Argentina            | Campeón          |
| Copa América 2024       | A     | Chile          | Canadá               | Cuarto lugar     |
| Copa América 2024       | A     | Canadá         | Canadá               | Cuarto lugar     |

### Champions League
Hasta 1997, la Copa de Europa, posteriormente Champions League, sólo era disputada por los campeones de Liga de cada país, más el campeón de la edición anterior. Los 16 participantes finales formaban cuatro grupos de cuatro equipos. Los dos primeros de cada grupo entraban en las eliminatorias finales.
En 1997, y hasta 1999, la competición fue ampliada a 24 equipos, y las ligas nacionales más potentes podían enviar al mismo tiempo al campeón y al subcampeón. Formando seis grupos de cuatro, sólo se clasificaban para cuartos el campeón de cada grupo y los dos mejores segundos.
En 1999 la UEFA reestructuró sus competiciones, y permitió que hasta cuatro equipos de las tres ligas más potentes (España, Inglaterra e Italia) y tres de las dos siguientes en importancia (Alemania y Francia) entraran en el nuevo formato de 32 equipos.
Entre 1999 y 2003 la UEFA Champions League tenía dos fases de grupos, una primera (8 grupos de 4 equipos, clasificándose los dos primeros, y quedando repescado el tercero para la Copa de la UEFA, ahora llamada Europa League) y una segunda en la que los 16 clasificados eran distribuidos en cuatro grupos, pasando los dos primeros de cada grupo a las eliminatorias de cuartos de final. Este sistema permitía ver en la segunda fase gran cantidad de enfrentamientos de enorme nivel. Sin embargo, en 2003 la UEFA eliminó la segunda liguilla, sustituyéndola por una eliminatoria de octavos de final a doble partido. Así se eliminaban cuatro partidos del calendario. El campeón de la última "megachampions" (la de 2002-03) fue el AC Milan.
| Grupo            | Edición Champions League | Equipos                  | Equipos clasificados     | Máxima instancia |
| ---------------- | ------------------------ | ------------------------ | ------------------------ | ---------------- |
| D                | 1998-99                  | Bayern Múnich            | Bayern Múnich            | Subcampeón       |
| D                | 1998-99                  | FC Barcelona             | Bayern Múnich            | Subcampeón       |
| D                | 1998-99                  | Manchester United        | Manchester United        | Campeón          |
| D                | 1998-99                  | Brøndby IF               | Manchester United        | Campeón          |
| B (primera fase) | 99-2000                  | FC Barcelona             | FC Barcelona             | Semifinales      |
| B (primera fase) | 99-2000                  | Fiorentina               | FC Barcelona             | Semifinales      |
| B (primera fase) | 99-2000                  | Arsenal FC               | Fiorentina               | Segunda fase     |
| B (primera fase) | 99-2000                  | AIK Solna                | Fiorentina               | Segunda fase     |
| B (segunda fase) | 99-2000                  | Manchester United        | Manchester United        | Cuartos de final |
| B (segunda fase) | 99-2000                  | Valencia CF              | Manchester United        | Cuartos de final |
| B (segunda fase) | 99-2000                  | Fiorentina               | Valencia CF              | Subcampeón       |
| B (segunda fase) | 99-2000                  | Girondins Burdeos        | Valencia CF              | Subcampeón       |
| H (primera fase) | 2000-01                  | AC Milan                 | AC Milan                 | Segunda fase     |
| H (primera fase) | 2000-01                  | Leeds United             | AC Milan                 | Segunda fase     |
| H (primera fase) | 2000-01                  | FC Barcelona             | Leeds United             | Semifinales      |
| H (primera fase) | 2000-01                  | Beşiktaş JK              | Leeds United             | Semifinales      |
| D (segunda fase) | 2000-01                  | Real Madrid              | Real Madrid              | Semifinales      |
| D (segunda fase) | 2000-01                  | Leeds United             | Real Madrid              | Semifinales      |
| D (segunda fase) | 2000-01                  | Anderlecht               | Leeds United             | Semifinales      |
| D (segunda fase) | 2000-01                  | Lazio                    | Leeds United             | Semifinales      |
| D (segunda fase) | 2001-02                  | Bayer Leverkusen         | Bayer Leverkusen         | Subcampeón       |
| D (segunda fase) | 2001-02                  | Deportivo de La Coruña   | Bayer Leverkusen         | Subcampeón       |
| D (segunda fase) | 2001-02                  | Arsenal FC               | Deportivo de La Coruña   | Cuartos de final |
| D (segunda fase) | 2001-02                  | Juventus                 | Deportivo de La Coruña   | Cuartos de final |
| G (primera fase) | 2002-03                  | AC Milan                 | AC Milan                 | Campeón          |
| G (primera fase) | 2002-03                  | Deportivo de La Coruña   | AC Milan                 | Campeón          |
| G (primera fase) | 2002-03                  | RC Lens                  | Deportivo de La Coruña   | Segunda fase     |
| G (primera fase) | 2002-03                  | Bayern Múnich            | Deportivo de La Coruña   | Segunda fase     |
| B (segunda fase) | 2002-03                  | Valencia CF              | Valencia CF              | Cuartos de final |
| B (segunda fase) | 2002-03                  | Ajax Ámsterdam           | Valencia CF              | Cuartos de final |
| B (segunda fase) | 2002-03                  | Arsenal FC               | Ajax Ámsterdam           | Cuartos de final |
| B (segunda fase) | 2002-03                  | AS Roma                  | Ajax Ámsterdam           | Cuartos de final |
| A                | 2011-12                  | Bayern Múnich            | Bayern Múnich            | Subcampeón       |
| A                | 2011-12                  | Napoli                   | Bayern Múnich            | Subcampeón       |
| A                | 2011-12                  | Manchester City          | Napoli                   | Octavos de final |
| A                | 2011-12                  | Villarreal               | Napoli                   | Octavos de final |
| D                | 2012-13                  | Borussia Dortmund        | Borussia Dortmund        | Subcampeón       |
| D                | 2012-13                  | Real Madrid              | Borussia Dortmund        | Subcampeón       |
| D                | 2012-13                  | Ajax                     | Real Madrid              | Semifinales      |
| D                | 2012-13                  | Manchester City          | Real Madrid              | Semifinales      |
| F                | 2013-14                  | Borussia Dortmund        | Borussia Dortmund        | Cuartos de final |
| F                | 2013-14                  | Arsenal                  | Borussia Dortmund        | Cuartos de final |
| F                | 2013-14                  | Napoli                   | Arsenal                  | Octavos de final |
| F                | 2013-14                  | Olympique de Marsella    | Arsenal                  | Octavos de final |
| E                | 2014-15                  | Bayern de Múnich         | Bayern de Múnich         | Semifinales      |
| E                | 2014-15                  | Manchester City          | Bayern de Múnich         | Semifinales      |
| E                | 2014-15                  | CSKA Moscú               | Manchester City          | Octavos de final |
| E                | 2014-15                  | Roma                     | Manchester City          | Octavos de final |
| D                | 2015-16                  | Juventus                 | Juventus                 | Octavos de final |
| D                | 2015-16                  | Manchester City          | Juventus                 | Octavos de final |
| D                | 2015-16                  | Sevilla                  | Manchester City          | Semifinales      |
| D                | 2015-16                  | Borussia Mönchengladbach | Manchester City          | Semifinales      |
| H                | 2016-17                  | Juventus                 | Juventus                 | Final            |
| H                | 2016-17                  | Sevilla                  | Juventus                 | Final            |
| H                | 2016-17                  | Lyon                     | Sevilla                  | Octavos de final |
| H                | 2016-17                  | Dinamo Zagreb            | Sevilla                  | Octavos de final |
| C                | 2017-18                  | Roma                     | Roma                     | Semifinales      |
| C                | 2017-18                  | Chelsea                  | Roma                     | Semifinales      |
| C                | 2017-18                  | Atlético de Madrid       | Chelsea                  | Octavos de final |
| C                | 2017-18                  | FK Qarabağ               | Chelsea                  | Octavos de final |
| H                | 2017-18                  | Tottenham                | Tottenham                | Octavos de final |
| H                | 2017-18                  | Real Madrid              | Tottenham                | Octavos de final |
| H                | 2017-18                  | Borussia Dortmund        | Real Madrid              | Campeón          |
| H                | 2017-18                  | APOEL                    | Real Madrid              | Campeón          |
| B                | 2018-19                  | FC Barcelona             | FC Barcelona             | Semifinales      |
| B                | 2018-19                  | Tottenham Hotspur        | FC Barcelona             | Semifinales      |
| B                | 2018-19                  | PSV Eindhoven            | Tottenham Hotspur        | Subcampeón       |
| B                | 2018-19                  | Inter                    | Tottenham Hotspur        | Subcampeón       |
| B                | 2018-19                  | París Saint-Germain      | París Saint-Germain      | Octavos de final |
| B                | 2018-19                  | Napoli                   | París Saint-Germain      | Octavos de final |
| B                | 2018-19                  | Liverpool                | Liverpool                | Campeón          |
| B                | 2018-19                  | Estrella Roja            | Liverpool                | Campeón          |
| F                | 2019-20                  | Barcelona                | Barcelona                | Cuartos de final |
| F                | 2019-20                  | Borussia Dortmund        | Barcelona                | Cuartos de final |
| F                | 2019-20                  | Inter de Milán           | Borussia Dortmund        | Octavos de final |
| F                | 2019-20                  | Slavia Praga             | Borussia Dortmund        | Octavos de final |
| G                | 2019-20                  | Zenit                    | RB Leipzig               | Semifinales      |
| G                | 2019-20                  | Benfica                  | RB Leipzig               | Semifinales      |
| G                | 2019-20                  | Olympique de Lyon        | Olympique de Lyon        | Semifinales      |
| G                | 2019-20                  | RB Leipzig               | Olympique de Lyon        | Semifinales      |
| H                | 2019-20                  | Chelsea                  | Valencia                 | Octavos de final |
| H                | 2019-20                  | Ajax                     | Valencia                 | Octavos de final |
| H                | 2019-20                  | Valencia                 | Chelsea                  | Octavos de final |
| H                | 2019-20                  | Lille                    | Chelsea                  | Octavos de final |
| B                | 2020-21                  | Real Madrid              | Real Madrid              | Semifinales      |
| B                | 2020-21                  | Shakthar Donetsk         | Real Madrid              | Semifinales      |
| B                | 2020-21                  | Inter de Milán           | Borussia Mönchengladbach | Octavos de final |
| B                | 2020-21                  | Borussia Mönchengladbach | Borussia Mönchengladbach | Octavos de final |
| H                | 2020-21                  | París Saint Germain      | París Saint Germain      | Semifinales      |
| H                | 2020-21                  | Manchester United        | París Saint Germain      | Semifinales      |
| H                | 2020-21                  | RB Leipzig               | RB Leipzig               | Octavos de final |
| H                | 2020-21                  | Istanbul Başakşehir      | RB Leipzig               | Octavos de final |
| B                | 2020-21                  | Real Madrid              | Real Madrid              | Semifinales      |
| B                | 2020-21                  | Shakthar Donetsk         | Real Madrid              | Semifinales      |
| B                | 2020-21                  | Inter de Milán           | Borussia Mönchengladbach | Octavos de final |
| B                | 2020-21                  | Borussia Mönchengladbach | Borussia Mönchengladbach | Octavos de final |
| C                | 2022-23                  | Bayern Múnich            | Bayern Múnich            | Cuartos de final |
| C                | 2022-23                  | Inter de Milán           | Bayern Múnich            | Cuartos de final |
| C                | 2022-23                  | Barcelona                | Inter de Milán           | Subcampeón       |
| C                | 2022-23                  | Viktoria Plzeň           | Inter de Milán           | Subcampeón       |

### Baloncesto
Grupos de la muerte existen en baloncesto internacional también.
El grupo A del torneo masculino de baloncesto en los Juegos Olímpicos de París 2024 fue calificado de grupo de la muerte.
| Torneo     | Grupo | Equipos   | Equipos clasificados | Máxima instancia |
| ---------- | ----- | --------- | -------------------- | ---------------- |
| París 2024 | A     | Australia | Australia            | Cuartos de final |
| París 2024 | A     | Canadá    | Australia            | Cuartos de final |
| París 2024 | A     | España    | Canadá               | Cuartos de final |
| París 2024 | A     | Grecia    | Grecia               | Cuartos de final |